# Ngọc Minh (ca sĩ)
Ngọc Minh (sinh ngày 20 tháng 11 năm 1946) là một ca sĩ nổi tiếng tại miền Nam Việt Nam vào thập niên 1960.

## Cuộc đời
Ngọc Minh sinh ngày 20 tháng 11 năm 1946 tại Móng Cái, Việt Nam Dân chủ Cộng hòa trong một gia đình có gốc là người Thái trắng, bao gồm 8 anh chị em. Cha bà là một người Thái tại Lai Châu, sau đó đến năm 1954 di cư vào Nam. Thời gian đầu, bà sinh sống tại Đà Lạt, sau đó do cha bà đóng quân tại Kon Tum nên cả gia đình bà chuyển về đây sinh sống cho đến khi cha bà về hưu.

## Sự nghiệp
Khởi đầu sự nghiệp ca hát, Ngọc Minh gia nhập Ban Tuyên Vận thuộc Bộ Thông Tin năm 64, và cũng vào năm đó, chị đã ra mắt thính giả lần đầu tiên tại trường Quốc Gia Âm Nhạc với bài "Tình Ca" của Phạm Duy và "Anh Về Một Chiều Mưa" của Duy Khánh và Anh Thy. Trước đó chị đã có dịp theo học nhạc một thời gian ngắn với nhạc sĩ Mạnh Đạt, cho đến khi tương đối tạo được tên tuổi thì chị còn nhận được sự dìu dắt của những nhạc sĩ như Hoàng Nguyên, Nguyễn Hậu và Lan Đài.
Ngọc Minh đến với lãnh vực phòng trà và vũ trường qua sự giới thiệu của nhạc sĩ Đan Phú. Cuộc đời ca hát với tính cách chuyên nghiệp của chị khởi đầu với phòng trà Bồng Lai sau khi lên hát giúp vui lần đầu tiên với một nhạc phẩm về đời lính là "Anh Tiền Tuyến, Em Hậu Phương". Liền sau đó chị đã nhận được ngay lời mời cộng tác với phòng trà này.
Một thời gian sau, Ngọc Minh được nhạc sĩ Huỳnh Anh mời cộng tác với vũ trường Văn Cảnh, rồi lại được nhạc sĩ Võ Đức Tuyết mời hát tại Olympia, qua đến những night club khác.
Từ khi đài truyền hình Việt Nam bắt đầu hoạt động Ngọc Minh đã góp mặt trong nhiều chương trình ca nhạc cũng như đã từng xuất hiện trong nhiều vở kịch của một số ban.
Tháng 11 năm 78, Ngọc Minh cùng con trai vượt biển đến được đảo Tanganu trước, sau đó được đưa vào trị tỵ nạn Pulau Bidong và ở tại đây hơn một năm.
Ngay từ năm 70 Ngọc Minh đã cùng với Khánh Ly và em gái của Khánh Ly là Ngọc Anh sang trình diễn tại Hoa Kỳ trong dịp Tết Nguyên Đán, tại các tiểu bang có những sinh viên sĩ quan VNCH sang đây tu nghiệp. Khi trở lại Mỹ 8 năm sau với tính cách tỵ nạn, Ngọc Minh đã ở trong một tâm trạng khác biệt hoàn toàn trong một xã hội quá xa lạ đối với mình. Tuy nhiên Ngọc Minh đã cố gắng để hội nhập song song với việc tiếp tục con đường nghệ thuật. Thế rồi tên tuổi của Ngọc Minh đã tìm được lại ngay sự thương mến của khán giả sau một thời gian không được thưởng thức tiếng hát của chị. Đến khi nhạc phẩm "Anh Giải Phóng Tôi Hay Tôi Giải Phóng Anh" của Nhật Ngân do Ngọc Minh trình bày được phổ biến thì tên tuổi của chị chiếm được một chỗ đứng cao tại hải ngoại. Cũng với nhạc phẩm này Ngọc Minh đã dùng làm tựa đề cho băng nhạc đầu tay của mình, được phát hành vào năm 81. Sáu tháng sau đó, Ngọc Minh tung ra băng nhạc thứ nhì mang tựa đề "Người Yêu Của Lính 1" và tính cho đến nay với CD "Người Yêu Của Lính 2" phát hành trong năm 98, trung tâm riêng của cô là Ngọc Minh Productions đã thực hiện được 15 sản phẩm vừa băng nhạc vừa CD.

## Điện ảnh
Ngoài khả năng ca hát, khi còn ở trong nước Ngọc Minh còn là một diễn viên điện ảnh và chính trong lãnh vực này chị đã có những hoạt động mạnh mẽ cùng với những lần xuất hiện trên các chương trình truyền hình trong khi đó không có những hoạt động nào đáng kể trong lãnh vực thu băng nhạc.

## Xướng ngôn viên
Ngọc Minh còn có thêm một khả năng nữa là xướng ngôn viên. Chị từng là người thực hiện kiêm xướng ngôn viên cho một số đài phát thanh ở California với các mục như "Người Yêu Của Lính", "Phụ Nữ", "Tình Ca Kỷ Niệm",vv... Hơn nữa, chị còn có tài viết báo, do đó từng được mời phụ trách những mục phỏng vấn nghệ sĩ hay tâm tình với nghệ sĩ cho một số tạp chí. Nếu nói rằng "Người Yêu Của Lính Ngọc Minh" là một người đa tài thì chắc không có gì quá đáng. Sau trên 35 năm đóng góp tiếng hát cùng những khả năng nghệ thuật khác của mình, Ngọc Minh nay đã giảm bớt đi nhiều hoạt động, tuy nhiên khán thính giả – nhất là những người đã từng sống trong quân ngũ – khó lòng quên được tiếng hát ngọt ngào pha một chút nũng nịu của chị.
Khoảng thời gian ở hải ngoại Ngọc Minh cộng tác với đài truyền hình Saigon Broadcasting Television Network (SBTN) và hay góp mặt tại các chương trình đại nhạc hội của Trung tâm ASIA

## Các tiết mục trình diễn trên sân khấu
| STT | Tiết mục | Thể hiện với         | Chương trình                   | Năm  |
| --- | --- | -------------------- | ------------------------------ | ---- |
| 1   | Người Di Tản Buồn (Nam Lộc) | solo                 | Paris By Night 49              | 1999 |
| 2   | Người yêu của Lính (Trần Thiện Thanh)                                                                                                 | Doanh Doanh          | ASIA 50                        | 2006 |
| 3   | Anh về với em (Trần Thiện Thanh) | Thanh Phong          | ASIA 58                        | 2008 |
| 4   | LK Khi em nhìn anh (Y Vân), Nếu em về bên anh (Huỳnh Anh)                                                                             | Thanh Phong          | ASIA 59                        | 2008 |
| 5   | LK Mùa Xuân đầu tiên (Tuấn Khanh), Đám cưới đầu Xuân (Trần Thiện Thanh)                                                               | Thùy Dương, Tuấn Vũ  | ASIA 60                        | 2008 |
| 6   | Phút giao mùa (Trần Thiện Thanh) | Trung Chỉnh          | ASIA 61                        | 2009 |
| 7   | Ai nói với em (Minh Kỳ, Dạ Cầm) | Tâm Đoan             | ASIA 65                        | 2010 |
| 8   | Lá thư trần thế (Hoài Linh) | Giang Tử, Đan Nguyên | ASIA 66                        | 2010 |
| 9   | LK Sài Gòn (Y Vân), Có những người anh (Võ Đức Hảo), Anh không chết đâu anh (Trần Thiện Thanh), Mùa hè rực rỡ (Jason Lâm, Việt Dzũng) | Hợp ca Asia          | ASIA 71                        | 2012 |
| 10  | Thư gửi người miền xa (Trúc Phương)                                                                                                   | solo                 | ASIA 74                        | 2014 |
| 11  | Đêm chôn dầu vượt biển (Châu Đình An)                                                                                                 | solo                 | SBTN - Những Đứa Con Vong Quốc | 2017 |
| 12  | Mùa sao sáng (Nguyễn Văn Đông) | solo                 | SBTN - Ấm Áp Mùa Giáng Sinh    | 2017 |
| 13  | Kiếp nghèo (Lam Phương) | solo                 | SBTN - Những Ngày Xưa Thân Ái  | 2021 |
| 14  | Quê mẹ (Thu Hồ) | solo                 | Mẹ Vẫn Bên Ta - Jimmy TV       | 2021 |
| 15  | Thư Xuân (Nguyễn Đào Nguyên, Viễn Chinh)                                                                                              | solo                 | Ước Nguyện Đầu Xuân - Jimmy TV | 2022 |